# Soetomo
 (juin 2019).
Si vous disposez d'ouvrages ou d'articles de référence ou si vous connaissez des sites web de qualité traitant du thème abordé ici, merci de compléter l'article en donnant les références utiles à sa vérifiabilité et en les liant à la section « Notes et références ».
Raden Soetomo (30 juillet 1888 - 30 mai 1938) était un médecin, un homme politique et un héros national indonésien.